# Friedrich Ludwig Engelken
Friedrich Ludwig Engelken (* 13. Mai 1749 in Repplin bei Stargard in Pommern; † 18. September 1826 in Stettin) war ein evangelischer Theologe, Pädagoge sowie Generalsuperintendent von Pommern mit dem Titel Bischof.

## Leben und Wirken
Friedrich Ludwig Engelken wurde als Sohn des Pfarrers Stephan Heinrich Engelken in Repplin geboren. Er erhielt Unterricht bei seinem Vater, der ihn auf den Besuch des Groeningschen Collegiums, einer Gelehrtenschule in Stargard, vorbereitete, die er von 1764 bis 1766 besuchte. Anschließend ging Engelken zum Studium der Philosophie und Theologie an die Brandenburgische Universität Frankfurt.
Im Jahre 1770 wurde Engelken Subrektor der Gelehrtenschule in Frankfurt (Oder) und hielt von 1771 bis 1775 Vorlesungen über Logik, Metaphysik und Ästhetik als Doktor der philosophischen Fakultät. Außerdem war er Assessor der Frankfurter Gelehrten Gesellschaft zum Nutzen der Wissenschaft und Künste.
1775 siedelte er nach Stargard über, um als Professor für Stil und Poesie sowie als Lektor der französischen Sprache an eben dem Collegium tätig zu sein, das er schon als Schüler besucht hatte. Von 1785 bis 1790 war er Leiter des Collegiums und der damit verbundenen Stargarder Lateinschule (Stadtschule). 
Am 6. September 1787 heiratete Friedrich Ludwig Engelken die Pfarrerstochter Johanna Dorothea Henriette Splittgerber aus Stramehl bei Regenwalde. Sie starb am 7. Februar 1807.
Im Jahr 1787 wurde Engelken zusätzlich zu seiner Collegiumsleitung Hauptpastor an der Stargarder Johanniskirche. Er trat als Verfechter schulreformerischer „neologischer“ Ideen hervor, deren auch den biblischen Unterricht betreffenden Lehrpläne er 1788 dem Berliner Oberschulkollegium einreichte.
Im Jahre 1789 erhielt er eine Berufung nach Stettin als Archidiakonus an der dortigen Marienkirche und als Professor der orientalischen Sprachen an der Stettiner Gelehrtenschule. Ein Jahr später wurde er zum Konsistorialrat ernannt, und 1793 erhielt er die Stelle des Hauptpastors an der Marienkirche und wurde Präpositus (Propst bzw. Superintendent) des Alt-Stettinischen Kirchenkreises der Gemeinden in der Umgebung der pommerschen Hauptstadt.
Im Agendenstreit nach der Union (1817) der lutherischen und reformierten Kirchen zur Evangelischen Kirche in Preußen nahm Engelken deutlich für die Union Stellung. Für seine Verdienste im Allgemeinen und für die Einführung der Union und der Agende im Besonderen, wurde er am 30. Januar 1826 zum Generalsuperintendenten der Kirchenprovinz Pommern ernannt. Ihm wurde am 5. Februar 1826 der Titel Bischof verliehen. Engelken trat die Nachfolge von Gottlieb Ringeltaube an. Doch dieses Amt übte er nur sieben Monate aus, als er 77-jährig verstarb.
Sein Nachfolger wurde Generalsuperintendent Carl Ritschl.